# 井上智和
井上 智和（いのうえ ともかず、1975年10月31日 -）は宮崎県出身の日本の柔道家。現役時代は100kg級の選手。身長183cm。弟はシドニーオリンピック100kg級で優勝した井上康生。義妹はタレントの東原亜希。

## 人物
柔道は小学校3年の時に始めた。小学校6年の時には当時小学校3年生だった弟に投げられたという。大宮中学から宮崎日大高校に進むと、3年の時にインターハイ軽重量級で決勝まで進むが、埼玉栄高校2年の中野尚信に注意で敗れた。明治大学に進学すると、3年の時に優勝大会決勝で東海大学に敗れるが2位になった。4年の時には正力杯95kg級を制して、この年東海大学に入学して95kg超級で優勝した弟とともに兄弟優勝を果たした。さらに、正力国際100kg級でも優勝して、100kg超級を制した弟とともに国際大会でも兄弟優勝を成し遂げた。1998年には大平工業の所属で体重別に出場すると、100kg級に階級を下げてきた弟と決勝で対戦して、2－1の微妙な判定ながら破って優勝を飾った。1999年の嘉納杯決勝では、アトランタオリンピックの95kg級で優勝したポーランドのパウエル・ナツラを効果で破って優勝を飾った。また、この年には新日鉄へ入社した。講道館杯では決勝まで進むも、国士舘大学1年の鈴木桂治に大外車で敗れた。2000年の体重別では準決勝で鈴木に効果で敗れるも、弟が優勝を果たしてシドニーオリンピック代表に選ばれた。アジア選手権では2位に終わった。2001年には警視庁所属となった。体重別では決勝で弟に内股で敗れた。アジア選手権では優勝するが、東アジア大会では3位にとどまった。2003年の講道館杯では決勝で天理大学1年の穴井隆将に効果で敗れた。2004年の体重別では準決勝で弟とアテネオリンピック100kg級代表の座を争っていた無差別世界チャンピオンである平成管財の鈴木を谷落で破り、弟の援護射撃を果たした。なお、決勝では弟に大内刈で敗れた。2005年の体重別では決勝で穴井に横四方固で敗れた。引退後の2012年には全日本選手権において、弟とともに15種類に及ぶ投げの形を受け役で実演してみせた。
2023年2月、ジャパンエレベーターサービスホールディングスが創設した柔道部の監督に就任。

## 主な戦績
95kg級での戦績
- 1993年 - インターハイ　2位(軽重量級)
- 1995年 -　優勝大会　5位
- 1996年 - 優勝大会　2位
- 1997年　- 正力杯　優勝
- 1997年 - 優勝大会　5位

100kg級での戦績
- 1998年　- 正力国際　優勝
- 1998年 - オーストリア国際　3位
- 1998年 - 体重別　優勝
- 1998年 - 講道館杯　3位
- 1999年　- 嘉納杯　優勝
- 1999年 - オーストリア国際　2位
- 1999年 - ハンガリー国際　3位
- 1999年 - 環太平洋選手権　優勝
- 1999年 - 韓国国際　3位
- 1999年 - 講道館杯　2位
- 2000年　- ロシア国際　5位
- 2000年 - 体重別　3位
- 2000年 - アジア柔道選手権大会　2位
- 2000年 - ロシア大統領杯　団体戦　3位
- 2001年 - 体重別　2位
- 2001年 - アジア柔道選手権大会　優勝
- 2001年 - 東アジア大会　3位
- 2001年 - 講道館杯　3位
- 2002年 - 嘉納杯　5位
- 2002年 - ドイツ国際　3位
- 2002年 - 体重別　3位
- 2002年　- 全国警察柔道選手権大会　優勝
- 2002年 - 講道館杯　3位
- 2003年 - 嘉納杯　3位
- 2003年 - 講道館杯　2位
- 2004年　- フランス国際　7位
- 2004年 - 体重別　2位
- 2004年　- 全国警察柔道選手権大会　優勝
- 2004年 - 講道館杯　3位
- 2005年 - ロシア国際　3位
- 2005年 - 体重別　2位